# Quicksilver Highway
Quicksilver Highway (bra: A Maldição de Quicksilver) é um telefilme americano de 1997 do gênero terror, escrito e dirigido por Mick Garris, com roteiro baseado em dois contos, um de Clive Barker ("The Body Politic"), outro de Stephen King (“Chattery Teeth").

## Sinopse
O misterioso Aaron Quicksilver aborda pessoas aparentemente perdidas nas estradas americanas para lhes contar histórias terríveis. No filme, ele conta duas histórias para duas pessoas diferentes. A primeira, adaptação baseia-se no conto "Chattery Teeth" de Stephen King, um homem compra uma dentadura mecânica de brinquedo numa loja, e tenta voltar para casa, mas acaba parando para dar carona a um rapaz, que se revela um bandido, mas o que ele não esperava era que sua vítima estivesse armada com uma... dentadura mecânica! Na segunda parte, baseada numa história (The Body Politic) do também mestre Clive Barker, um homem deve encontrar um jeito de parar sua própria mão, que do nada resolveu se rebelar e tentar matar seu dono.

## Elenco
- Christopher Lloyd  ...  Aaron Quicksilver
- Matt Frewer  ...  Charlie / Dr. Charles George
- Raphael Sbarge ...  Kerry Parker / Bill Hogan
- Melissa Lahlitah Crider  ...  Olivia Harmon Parker / Lita Hogan (como Missy Crider)
- Silas Weir Mitchell  ...  Bryan Adams
- Bill Bolender  ...  Scooter
- Veronica Cartwright  ...  Myra
- Bill Bolender  ...  Scooter
- Amelia Heinle  ...  Darlene
- Bill Nunn ... Len
- Clive Barker  ...  anestesista
- Cynthia Garris  ...  Ellen George
- Kevin Grevioux  ...  policial
- Christopher Hart  ...  Lefty
- John Landis  ...  cirurgião assistente